# Братская могила (Холопеничи)
Братская могила — воинские захоронения (две братские могилы) в городском посёлке Холопеничи Крупского района Минской области. Находится в 1 км к северо-западу от городского посёлка.

## Описание
В одной братской могиле (17 июля 1941 года — 3 июня 1944 года) похоронен 60 воинов, которые погибли в боях против немецко-фашистских захватчиков в 1941 году и в 1944 году.
В 1962 году произошло перезахоронение из одиночных могил в братские могилы и была установлена стела из мрамора, высотой 1,7 м и шириной 0,5 м. На лицевой плоскости памятника написаны 53 фамилии воинов, из которых только 3 захоронены в этой могиле, остальные 50 — это имена мирных жителей и советских воинов, уроженцев Холопеничей, погибших в годы Великой Отечественной войны, но похороненных за пределами Крупского района.
Во второй братской могиле захоронено 66 воинов, которые погибли в боях против немецко-фашистских захватчиков. Среди похороненных — воины 9-й гвардейской механизированной бригады 5-й армии 3-го Белорусского фронта, погибшие при освобождении посёлка летом 1944 года.
В 1959 году на могиле поставлен памятник — стела высотой 1,7 м и шириной 6 м и скульптура воина.
На передней плоскости памятника нанесен 125 фамилий воинов и мирных жителей, уроженцев Холопеничей, которые погибли в годы Великой Отечественной войны, но похороненных за пределами Крупского района  .